# Cerkiew Zwiastowania w Kargopolu
Cerkiew Zwiastowania – prawosławna cerkiew w Kargopolu.
Świątynia powstała na koszt miejscowej społeczności prawosławnej, na miejscu wcześniejszej cerkwi, która w 1542 została całkowicie zniszczona przez pożar. Jej budowa trwała od 1682 do 1692(według innego źródła – w 1729). Obiekt zbudowany jest na planie prostokąta zbliżonego do kwadratu. Naśladuje architekturę cerkwi moskiewskiego Kremla. Cztery elewacje budynku są dzielone na trzy części pilastrami. Okna i drzwi cerkwi otaczają rzeźbione w białym kamieniu obramowania. Od strony wschodniej pomieszczenie ołtarzowe obiektu zamykają trzy absydy. Budynek wieńczy pięć cebulastych kopuł – największej centralnej oraz czterech zlokalizowanych w narożnikach.
Obecnie w obiekcie trwają prace konserwatorskie.